# Българи във Венецуела
Българите във Венецуела са повече от 250 души. Според Министерство на външните работи на България, в страната има около 50 души български граждани. Повечето живеят в големите градове и са добре устроени – с квалификация, професия или свой бизнес. Получили са образование или в чужбина, или в България. Сред тях има лекари, инженери, архитекти, юристи, а други се занимават с изкуство. Във Венецуела се намират между 20 – 30 български граждани, които лежат по затворите в страната.

## История
Българската общност във Венецуела се е формирала на няколко „вълни“. Предимно в началото на миналия 20 век, по време на Голямата депресия през 30-те години и главно преди и след Втората световна война. Неголяма част от българите са пристигнали след 1989 година.

## Личности
Знаменити българи саː
- Любен Христофоров (изследовател),
- Асен Траянов (военен инженер),
- Теодоро Петков (икономист, политик, революционер, журналист),
- Иван Дреников (учен),
- Ина Исин (художник),
- Румен Рашев (танцьор),
- Стойка Миланова (цигулар).

Преуспяващите българи са наследници на старата емиграция. Михаил Геров е в ръководството на „Електрисидад де Каракас“, Марко Марков е основна фигура в най-голямото предприятие за производство на бира във Венецуела. Димитър Байнов и Стефан Златарев са директори на „Група 123“ и тяхно дело е терминалът на метрото в столицата. Диньо и Люцкан Люцканови управляват „Хемус констуксионес“. Милор Илиев е наречен „Кралят на картофите“. Започнал след Втората световна война без капитал, но с градинарски умения и сега изхранва половин Каракас със селскостопанска продукция.